# Dzwonkowiec

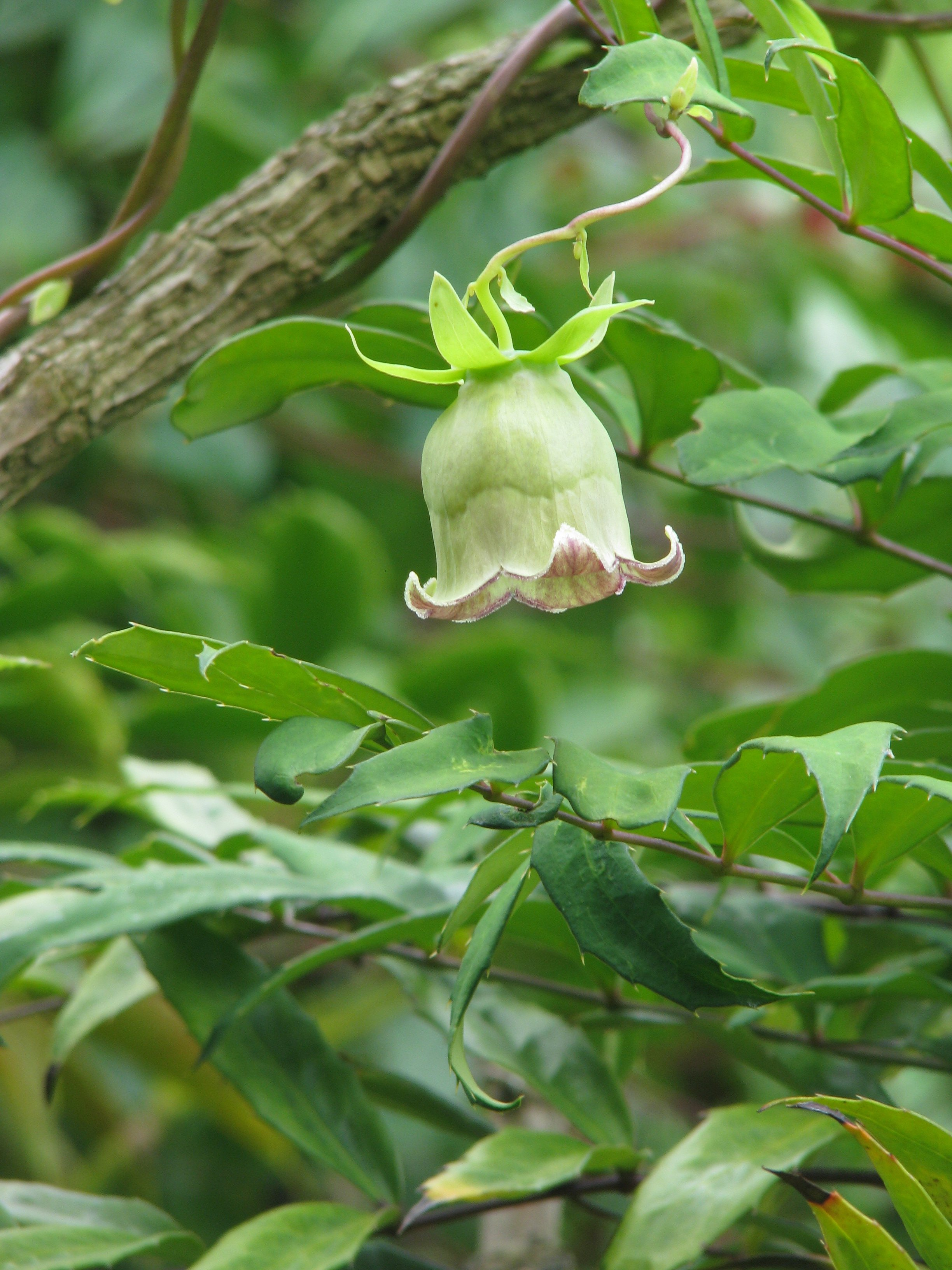
Codonopsis lanceolata

Dzwonkowiec, kodonopsis, dzwonistęp (Codonopsis Wall.) – rodzaj roślin z rodziny dzwonkowatych. Obejmuje 42, 46 lub 53 gatunki. Różnice w liczbie zaliczanych tu gatunków wiążą się z włączaniem lub wyodrębnianiem roślin z różnych rodzajów, w innych ujęciach przedstawianych jako synonimy (np. Himalocodon, Pankycodon, Pseudocodon). Rośliny te występują w środkowej i wschodniej Azji na obszarze od Himalajów po Japonię i Jawę (24 gatunki są endemitami Chin). Zasiedlają zbiorowiska trawiaste, zaroślowe, widne lasy i miejsca skaliste. Kwiaty zapylane są przez pszczoły, kwitnące w kolorze zielonym – także przez osy.
Mimo nieprzyjemnego zapachu liści wiele gatunków z tego rodzaju uprawianych jest jako rośliny ozdobne ze względu na efektowny kształt kwiatów i pnący pokrój. Bulwiaste korzenie niektórych gatunków są wykorzystywane w ziołolecznictwie lub spożywane jako jadalne. Popularne w tradycyjnej medycynie chińskiej są korzenie podgatunku tangszeńskiego dzwonkowca kosmatego C. pilosula subsp. tangshen używane jako afrodyzjak i substytut żeń-szenia. Jadalne korzenie ma m.in. C. lanceolata.

## Morfologia
PokrójByliny o cuchnącym zapachu i spichrzowych korzeniach. Pędy są prosto wzniesione, podnoszące się lub pnące i osiągają do 3,5 m długości.
LiścieSkrętoległe, naprzeciwległe, czasem skupione w nibyokółkach, na brzegu zwykle płytko ząbkowane.
KwiatyWyrastają pojedynczo na szczycie pędu, bocznych odgałęzień, naprzeciw liści lub w kątach liści. Kielich składa się z 5 wolnych działek, bez łatek między nimi, w różnym stopniu przylegający lub odstający od korony i zalążni. Korona tworzona jest przez 5 płatków, zrośniętych w dzwonkowaty lub lejkowaty kształt o wolnych i zaostrzonych końcach lub zrośniętych tylko u nasady i rozpostartych. O ile od zewnątrz korona jest często niepozornie ubarwiona (zielonkawo, niebieskawo, fioletowo, biało lub żółto, zwykle blado) o tyle wewnętrzna strona płatków jest ozdobiona wyraźnymi pomarańczowymi, fioletowymi, purpurowymi lub czarniawymi plamkami naprowadzającymi zapylaczy do wnętrza kwiatu. Pręcików jest 5, ich nitki są nagie lub owłosione, często rozrośnięte u nasady dla zatrzymywania nektaru. Zalążnia jest dolna, trójkomorowa, z licznymi zalążkami. Pojedyncza szyjka słupka jest naga lub owłosiona i zwieńczona trzema szerokimi łatkami znamion, podwijającymi się.
OwoceTorebki jajowate lub stożkowate z trwałymi działkami kielicha zawierające liczne nasiona. Otwierają się klapkami naprzeciw działek kielicha. Nasiona jajowate do kulistych, gładkie, pomarszczone w fałdki lub siateczkowato lub oskrzydlone.

## Systematyka
Pozycja systematyczna
Rodzaj w obrębie rodziny dzwonkowatych Campanulaceae klasyfikowany jest do podrodziny Campanuloideae.
Wykaz gatunków
- Codonopsis affinis Hook.f. & Thomson
- Codonopsis alpina Nannf.
- Codonopsis argentea P.C.Tsoong
- Codonopsis benthamii Hook.f. & Thomson
- Codonopsis bhutanica Ludlow
- Codonopsis bragaensis Grey-Wilson
- Codonopsis bulleyana Forrest ex Diels
- Codonopsis canescens Nannf.
- Codonopsis cardiophylla Diels ex Kom.
- Codonopsis chimiliensis J.Anthony
- Codonopsis chlorocodon C.Y.Wu
- Codonopsis clematidea (Schrenk) C.B.Clarke – dzwonkowiec powojnikowaty
- Codonopsis convolvulacea Kurz
- Codonopsis cordifolioidea P.C.Tsoong
- Codonopsis deltoidea Chipp
- Codonopsis dicentrifolia (C.B.Clarke) W.W.Sm.
- Codonopsis efilamentosa W.W.Sm.
- Codonopsis farreri J.Anthony
- Codonopsis foetens Hook.f. & Thomson
- Codonopsis forrestii Diels
- Codonopsis gombalana C.Y.Wu
- Codonopsis gracilis Hook.f. & Thomson
- Codonopsis henryi Oliv.
- Codonopsis hirsuta (Hand.-Mazz.) D.Y.Hong & L.M.Ma
- Codonopsis hongii Lammers
- Codonopsis inflata Hook.f.
- Codonopsis javanica (Blume) Hook.f. & Thomson
- Codonopsis kawakamii Hayata
- Codonopsis lanceolata (Siebold & Zucc.) Benth. & Hook.f. ex Trautv.
- Codonopsis levicalyx L.D.Shen
- Codonopsis limprichtii Lingelsh. & Borza
- Codonopsis macrophylla Lammers & L.l.Klein
- Codonopsis mairei H.Lév.
- Codonopsis meleagris Diels
- Codonopsis micrantha Chipp
- Codonopsis minima Nakai
- Codonopsis nepalensis H.Hara
- Codonopsis ovata Benth. – dzwonkowiec jajowaty
- Codonopsis pianmaensis S.H.Huang
- Codonopsis pilosula (Franch.) Nannf. – dzwonkowiec kosmaty
- Codonopsis purpurea Wall.
- Codonopsis rosulata W.W.Sm.
- Codonopsis rotundifolia Benth.
- Codonopsis subglobosa W.W.Sm.
- Codonopsis subscaposa Kom.
- Codonopsis subsimplex Hook.f. & Thomson
- Codonopsis thalictrifolia Wall.
- Codonopsis tsinlingensis Pax & K.Hoffm.
- Codonopsis tubulosa Kom.
- Codonopsis ussuriensis (Rupr. & Maxim.) Hemsl. – dzwonkowiec usuryjski
- Codonopsis vinciflora Kom.
- Codonopsis viridiflora Maxim.
- Codonopsis viridis Wall.